# PDS 70
PDS 70 (V1032 Центавра) — звезда в созвездии Центавра. Находится на расстоянии 370 световых лет от Солнца.
Является молодой переменной звездой типа T Тельца. Её возраст оценивается в 5,4 млн лет, а масса составляет 0,82 M⊙. У звезды имеется протопланетный диск, в котором находится формирующаяся экзопланета, названная PDS 70 b. Впервые в истории получено подтверждённое изображение экзопланеты, находящейся на этапе формирования. В 2019 году было получено изображение второй планеты PDS 70 c.

## Протопланетный диск

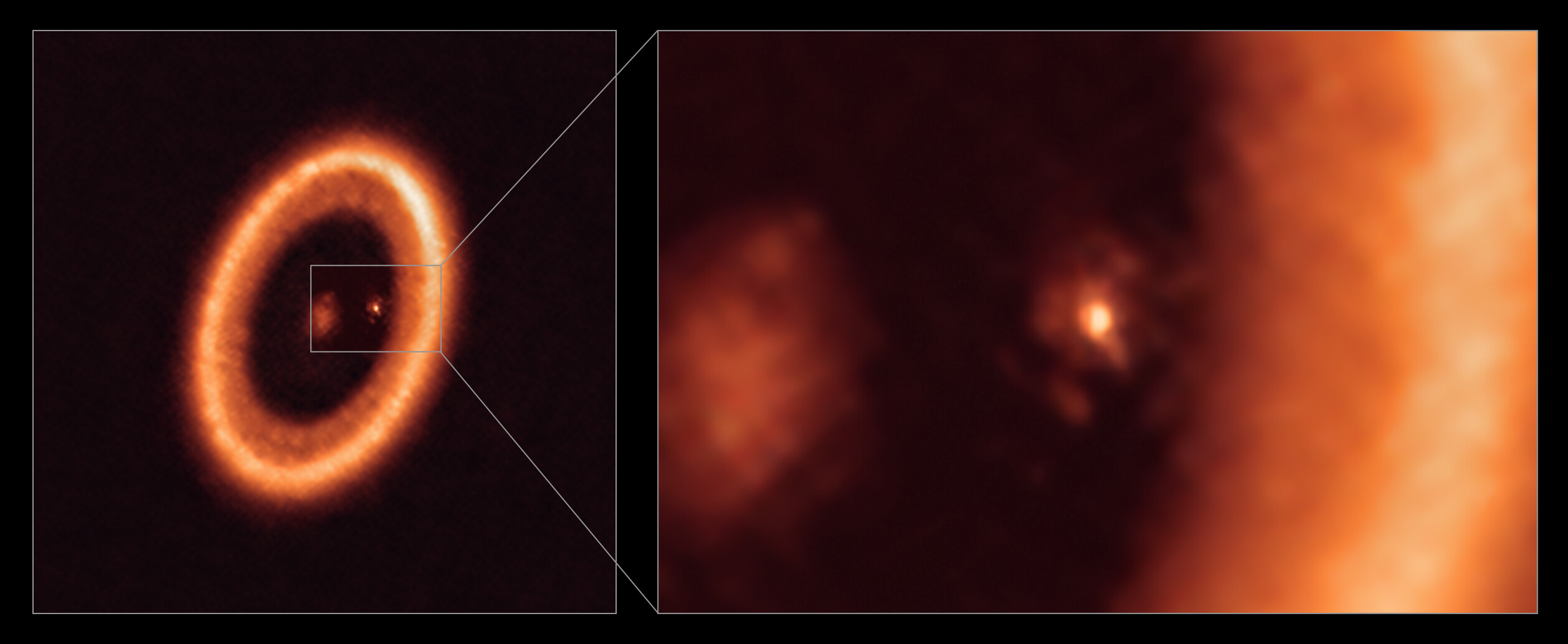
Снимок протопланетного диска звезды PDS 70 и формирующейся экзопланеты PDS 70 c (точка справа), полученный радиотелескопом ALMA

Впервые гипотеза о существовании протопланетного диска у PDS 70 была выдвинута в 1992 году, и она подтвердилась в 2006 году вместе с джетовой структурой. Радиус диска составляет около 140 а.е. В 2012 году в данном диске был обнаружен большой разрыв (приблизительно 65 а.е.) и было высказано предположение, что он образовался из-за формирования планеты.
Впоследствии было обнаружено несколько областей разрыва: больших частиц пыли не было до 80 а.е., а малые частички отсутствовали только до 65 а.е. Это представляло собой асимметрию в общей форме разрыва, что даёт основание предполагать, что в системе формируется несколько планет, которые оказывают влияние на распределение пыли в протопланетном диске.

## PDS 70 b
В 2018 году астрономами Института астрономии Общества Макса Планка были опубликованы результаты, согласно которым изображения планеты диска, названной PDS 70 b, получены камерой ZIMPOL и приёмником SPHERE телескопа Очень большом телескопе. Оценка массы и спектральный анализ планеты показывают, что она в несколько раз больше, чем Юпитер. Её температура составляет около 1000 °C, а в атмосфере присутствуют облака — она довольно плотная и заполнена каплями жидкости или пылью. Радиус орбиты составляет около 20 а.е. (приблизительно как Уран по отношению к Солнцу) с временем обращения около 120 лет. Согласно моделированию планета имеет свой аккреционный диск.
До 2018 года астрономам было сложно отличать зарождающиеся аномалии от формирований экзопланет, и был создан инструмент SPHERE специально для поиска молодых экзопланет. Основной функцией SPHERE является блокирование яркого света центральной звезды при помощи устройства-коронографа и усиление более тусклого света от планеты для получения достаточного уровня контрастности снимка. Наблюдения за PDS 70 были включены в две обзорные программы (SHINE и DISK), в которых был задействован инструмент SPHERE. Охват SHINE составил 600 близлежащих молодых звёзд, DISK уделяла внимание изучению протопланетарных дисков и процессов формирования новых планет.

## PDS 70 c
Планета PDS 70 c была открыта в 2019 году с помощью спектрографа MUSE Очень большого телескопа. Планета вращается вокруг своей материнской звезды на расстоянии 5,31 млрд км (35,5 а.е.), то есть дальше, чем PDS 70 b. Её масса оценивается в 1—10 MJ. PDS 70 c находится в орбитальном резонансе около 1:2 с PDS 70 b. В протопланетном диске, окружающем PDS 70 c, с помощью микроволнового радиотелескопа ALMA удалось заметить небольшое кольцо из пыли и газа, а в нём — несколько сгустков материи, которые, возможно, являются формирующимися экзолунами.